# Dana Ivgy
Dana Ivgy (hebreu: דאנה איבגי‎; nascuda el 3 d'abril de 1982) és una actriu israeliana i filla de l'actor Moshe Ivgy.

## Carrera
Quan era nena, Ivgy va aparèixer en diverses produccions de televisió i cinema. Des que es va graduar a l'escola d'actuació, ha aparegut en diverses pel·lícules aclamades per la crítica.
El 2002 va cridar l'atenció de l'Acadèmia de Cinema Israeliana quan va ser nominada al premi Millor actriu secundària per les seves interpretacions de Sarit al drama esportiu Beitar Provence. També va rebre la nominació pel seu paper de Tikva Ida al drama Ha-Mangalistim basat en un pícnic celebrant el dia de la independència d'Israel. També va aparèixer a la pel·lícula aclamada per la crítica, Knafayim Shvurot.
Va rebre considerables elogis com a protagonista a la pel·lícula de Keren Yedaya del 2004, Or (My Treasure), un drama sobre una adolescent (Ivgy) i la seva mare prostituta (interpretada per Ronit Elkabetz). Va ser guardonada amb premis de festivals internacionals de cinema i va guanyar el premi "Millor actriu" de l'Acadèmia de Cinema d'Israel.
El 2006 va aparèixer a Aviva Ahuvati, que va guanyar el premi de l'Acadèmia de Cinema d'Israel a la Millor pel·lícula. Un any després va aparèixer a la pel·lícula franco-israeliana d'Amos Gitai, Désengagement, sobre la recerca d'una mare del nen que va abandonar, enmig de la desconnexió a la FDI a Gaza.
El 2009 es va reunir amb Yedaya i Elkabetz per a Jaffa, un drama inspirat en Romeu i Julieta sobre una noia jueva israeliana i un nen àrab israelià que han concebut un nadó i conspiren per casar-se, abans que la tragèdia interrompi els seus plans. La seva representació de la protagonista embarassada va portar a una altra nominació a la "Millor actriu" de l'Acadèmia de Cinema d'Israel. Va compartir aquesta nominació amb el seu treball a Haiu Leilot al costat del seu pare, Moshe Ivgy.
Ivgy també ha establert Tziporela, una companyia de teatre i actualment està escrivint i dirigint un curtmetratge.

## Filmografia
| Any  | Pel·lícula                  | Paper         | Notes |
| ---- | --------------------------- | ------------- | --- |
| 1992 | Malachim B'Ruah             | Dana          | |
| 1993 | Zohar                       | Noia #1       | |
| 1999 | Zman Avir                   | Ofra          | |
| 2001 | Kochav Zore'ach Me'al HaLev | Dassy         | TV |
| 2002 | Beitar Provence             | Sarit         | Nominació - Premi Ofir a la millor actriu secundària |
| 2002 | Knafayim Shvurot            | Iris          | |
| 2003 | Ha-Mangalistim              | Tikva Ida     | Nominació - Premi Ofir a la millor actriu secundària |
| 2003 | Tik Sagur                   | Hila Zaituni  | 1 episodi: Kartis Sachkan |
| 2004 | Or (My Treasure)            | Or            | Premi Ofir a la millor actriu Gran Premi del Festival Internacional de Cinema de Bratislava Especial del Festival Internacional de Cinema Contemporani de la Ciutat de Mèxic Premi de distinció a la millor actriu Menció a la millor interpretació femenina, Mostra de València |
| 2006 | Hayelet Bodeda              | Zohara        | |
| 2006 | Aviva Ahuvati               | Oshrat Cohen  | |
| 2006 | Giborim Ktanim              | Liron         | |
| 2007 | Ha-Sodot                    | Sigi          | |
| 2007 | Screenz                     | Gooly         | Sèrie de televisió |
| 2007 | Ha-Borer                    | Oshrit Asulin | 2 episodis |
| 2007 | Désengagement               | Dana          | Amos Gitai |
| 2009 | Ruin                        | Naama         | Curtmetratge |
| 2009 | Jaffa                       | Mali Wolf     | Nominació - Premi Ofir a la millor actriu |
| 2010 | Haiu Leilot                 | Goni          | Nominació - Premi Ofir a la millor actriu |
| 2010 | Waiting for the Blackout    | Lyla          | |
| 2013 | Cupcakes                    | dana          | |
| 2014 | At Li Layla                 | Gabby         | |
| 2014 | Efes beyahasei enosh        | Zohar         | |
| 2018 | Autonomies                  | Batia         | Minisèrie |
| 2021 | Cinema Sabaya               | Rona          | |
| 2022 | The Other Widow             | Ella          | Nominació - Premi Ofir a la millor actriu |
| 2022 | Savoy                       | Kochava Levi  | "Documental híbrid" i dramatitzaciódel atac a l'Hotel Savoy de Tel-Aviv el 1975 |

## Vida personal
Ivgy està casada amb l'artista Itamar Shamshoni. El 2013 va néixer el seu primer fill, i el 2018 va néixer el seu segon fill. Resideix al barri de Shapira a Tel-Aviv.